# Eléndil
Eléndil és un heroi llegendari de l'univers de J.R.R. Tolkien. Conegut com a Eléndil l'Alt (mesurava més de dos metres), Eléndil el Fidel (Eléndil Vorondo) o Eléndil el Bell, va ser el pare d'Ísildur i Anàrion, el líder dels númenóreans a l'exili i el primer Alt Rei d'Àrnor i Góndor.

## Biografia
Eléndil va néixer l'any 3119 de la Segona Edat a Númenor, fill del senyor de l'Andúnië Amàndil. El seu pare era el líder dels "fidels", la gent que encara mantenia amistat amb els elfs i conservava els antics usos en contra de la línia oficial establerta pel monaraca Ar-Pharazôn (aconsellat per Sàuron). De fet, el mateix nom d'Eléndil era el mateix que el d'un dels primers reis de Númenor i significava "amant dels elfs" en quenya.
Quan els númenóreans es va rebel·lar contra Vàlinor, Eléndil va fugir de l'illa juntament amb els seus fills i la resta de fidels cap a la Terra Mitjana, evitant així la Caiguda de Númenor. Van escapar-se amb nou vaixells, quatre capitanejats per Eléndil, tres per Ísildur i dos per Anàrion. Amb ells s'enduien els set palantiri i un plançó de Nímloth, l'arbre blanc de Númenor.
Quan va desembarcar a la Terra Mitjana va proclamar, en quenya: Et Eärello Endorenna utúlien. Sinome maruvan ar Hildinyar tenn' Ambar-metta, que significa, "Del Gran Mar a la Terra Mitjana he vingut. En aquest lloc habitaré, i els més hereus, fins a la fi del món." Aquestes mateixes paraules van ser pronunciades per Eléssar, el seu 39è descendent en línia directa, quan va ser coronat als Camps de Cromal·len.
Eléndil va viure al Nord, on va fundar el regne d'Àrnor i la seva capital, Annúminas. Al sud s'erigí el regne del sud de Góndor, del qual ell també fou proclamat rei. El seu fill Anàrion hi va fundar la ciutat de Minas Anor a Anòrien, i Isíldur va fundar Minas Ithil a Ithílien. La capital del regne del sud era Osguíliath, construïda al curs del riu Ànduin. A través dels palantiri les principals ciutats dels dos regnes es podien comunicar.
En aquests moments Sàuron ja havia tornat a la Terra Mitjana, fent-se fort a la terra de Mórdor. El 3428 va atacar Minas Íthil, capturant la ciutat i obligant a Isíldur a fugir cap al nord amb el seu pare i deixant Anàrion al càrrec de Góndor. El 3434 Eléndil i Isíldur van tornar al sud, acompanyays del rei suprem èlfic Guil-Galad i els respectius exèrcits en el que for la Darrera Aliança d'Elfs i Homes. Després d'un llarg setge a Bàrad-dûr en el que morí Anàrion, l'any 3441 Sàuron es va veure obligat a soritr de la seva fortalesa i presentar batalla en persona. Guil-Galad i Eléndil van combatre'l i van aconseguir vèncer-lo, però tots dos van morir. Isíldur va agafar Nàrsil, l'espasa del seu pare que s'havia trencat al caure, i la va fer servir per tallar el dit de Sàuron i quedar-se amb l'Anell Únic.
Eléndil va ser enterrat al turó de Halifírien.

## La Casa d'Eléndil
```
Eléndil l'Alt
 (1)
_______________|_______________
| |

Ísildur
 (2) 
Anàrion
 La numeració indica els 
___________|_________________ | 
Alts Reis d'Àrnor i Góndor

| | | | |
Eléndur Aratan Ciryon 
Valàndil
 
Menèldil

| |

Reis d'Àrnor
 
Reis de Góndor
```

## Repercussió
Durant el seu regnat Eléndil va fundar i consolidar els dos reialmes a l'exili dels dúnedain. Va integrar els dúnadans que ja vivien a la Terra Mitjana al seu reialme i va establir l'aliança amb els elfs d'Erégion.
Entre els dúnedain és recordat com una figura heroica, un gran guerrer i un rei savi.
El crit de guerra d'Àragorn, com es pot veure en moltes ocasions a El Senyor dels Anells, és "Eléndil!"

## Emblema
L'estandard d'Eéndil era, argent sobre sable, l'arbre blanc de Nímloth coronat per set estrelles i amb una corona al capdamunt. Aquesta insígnia reial es va convertir en el símbol de la reialesa a Góndor, i també el va fer servir Àragorn a les últimes etapes de la Guerra de l'Anell.